# Haussmann
Haussmann oder Haußmann ist ein deutschsprachiger Familienname, abgeleitet von der Bezeichnung Hausmann, die es ebenfalls als Familiennamen gibt. Es gibt zwei deutschstämmige Großfamilien, die diesen Namen tragen, siehe dazu Haußmann (Familien).

## Namensträger
- Bettina Haussmann (* 1965), deutsche Agrarwissenschaftlerin und Hochschullehrerin
- Conrad Haußmann (1857–1922), deutscher Politiker
- David Haussmann (1839–1903), deutscher Mediziner, Buchautor und Publizist
- Eberhard Haußmann (1958–2006), deutscher Ethnologe
- Elias Gottlob Haußmann (1695–1774), deutscher Maler
- Emil Haussmann (1910–1947), deutscher SS-Offizier in den Einsatzgruppen
- Erich Haußmann (1900–1984), deutscher Schauspieler
- Ezard Haußmann (1935–2010), deutscher Schauspieler
- Frederick Haussmann (1885–1956), deutsch-amerikanisch-schweizerischer Rechts- und Wirtschaftswissenschaftler
- Friedrich Haußmann (1857–1907), deutscher Jurist und Mitglied des Deutschen Reichstags
- Fritz Haussmann (NS-Funktionär) (1873–1951), deutscher NS-Funktionär und Politiker, Oberbürgermeister von Tübingen
- Fritz Haussmann (1885–1956), deutsch-amerikanisch-schweizerischer Rechts- und Wirtschaftswissenschaftler, siehe Frederick Haussmann
- Fritz Haußmann (1900–1975), deutscher Politiker (CDU)
- Georges-Eugène Haussmann (1809–1891), französischer Präfekt und Stadtplaner
- Hans Haußmann (1900–1972), deutscher Hockeyspieler
- Helmut Haussmann (* 1943), deutscher Politiker (FDP), Bundesminister
- Hermann Haußmann (1879–1958), deutscher Verwaltungsjurist (DDP)
- Jacques Haussmann (1902–1988), amerikanisch-britischer Film- und Theaterschauspieler sowie Filmproduzent, Drehbuchautor und Filmregisseur, siehe John Houseman
- Jiří Haussmann (1898–1923), tschechischer Dichter
- Jochen Haußmann (* 1966), deutscher Politiker (FDP)
- Johann Michael Haussmann (1749–1824), elsässischer Textilfabrikant und Chemiker
- Julius Haußmann (1816–1889), deutscher Politiker
- Karl Haußmann (1860–1940), deutscher Markscheider, Geomagnetiker und Hochschullehrer
- Leander Haußmann (* 1959), deutscher Regisseur und Schauspieler
- Michael Haussmann (* 1940), deutscher Maler und Bildhauer
- Nicolas Haussmann (1760–1846), französischer Tuchhändler und Politiker, Mitglied der gesetzgebenden Nationalversammlung und des Nationalkonvents
- Robert Haussmann (1931–2021), Schweizer Architekt, Möbelkonstrukteur, Innenarchitekt und Designer
- Sybille Haußmann (* 1960), deutsche Politikerin (Bündnis 90/Die Grünen)
- Trix Haussmann-Högl (* 1933), Schweizer Innenarchitektin
- Ursula Haußmann (1953–2012), deutsche Politikerin
- Valentin Haussmann (um 1565/70–um 1614), deutscher Komponist
- Werner Haußmann (1941–2010), deutscher Mathematiker und Hochschullehrer
- Wolfgang Haußmann (1903–1989), deutscher Politiker (DDP, DVP, FDP), MdL